# But Not for Me
But Not for Me est une chanson écrite par George Gershwin et Ira Gershwin pour la comédie musicale Girl Crazy, créée à Broadway en 1930. C'est également un standard de jazz.

## Historique
But Not for Me est interprétée pour la première fois par Ginger Rogers le 14 octobre 1930, au cours d'une représentation de Girl Crazy à Broadway. Lors de cette première, l'orchestre de Red Nichols, avec Benny Goodman, Glenn Miller, Jack Teagarden, Jimmy Dorsey et Gene Krupa, est dirigé par George Gershwin lui-même (il est plus tard remplacé par Earl Busby).
Girl Crazy est un succès, représenté 272 fois. On y trouve de nombreux morceaux devenus célèbres, comme I Got Rhythm, interprété par Ethel Merman, qui vole la vedette à But Not for Me, ainsi que Bidin’ My Time, Sam and Delilah, Embraceable You, Treat Me Rough! et Boy! What Love Has Done to Me!.
Un film de RKO, sorti en 1932, est librement inspiré de la comédie musicale, sans rencontrer le même succès que son modèle. Il en reprend quelques chansons, dont But Not for Me. Une nouvelle adaptation, Fou de girls, plus réussie, sort en 1943. Une nouvelle adaptation, When the Boys Meet the Girls (en), sort en 1966.

## Analyse
Le morceau est écrit en mi bémol majeur. Il comporte une introduction de quatre mesures, un couplet de 23 mesures et un refrain de 32 mesures construit sur une forme A-B1-A-B2.
C'est un morceau plutôt simple à chanter, le registre ne dépassant pas une octave et les notes de la mélodie s'enchainant principalement par tons.

### Paroles
Si la mélodie est simple, les paroles écrites par Ira Gershwin sont plus riches, avec quelques jeux de mots. Le couplet se termine sur « I guess he's not for me » (« je suppose qu'il n'est pas pour moi ») ; quand il est répété il se termine avec « When every happy plot, Ends with a marriage Knot, And there's no knot for me » (« alors que chaque histoire/Se termine par un nœud de mariage/Il n'y a pas de nœud pour moi »), jouant sur la sonorité not/knot.

### Harmonie
La section A débute par une séquence VIm-IIm-V7-I, une autre progression fréquente dans l'harmonie du jazz (Gershwin n'a pas écrit le vi, mais il est souvent joué aujourd'hui). Cette séquence est suivie par un II7-IIm-V7-I, commune dans le jazz.
La section B reprend la progression IV-IVm-VIIb7-I qui ouvre Stardust. Un II-V-I ramène vers la section A.
Gershwin utilise de nombreux accords de passage chromatiques dans le morceau original.

## Versions notables
De nombreux artistes ont interprété ce morceau,.

### Versions vocales
- Lee Wiley (1939), qui a probablement remis cette chanson à la mode[4]
- Helen Ward avec Teddy Wilson (1940)
- Judy Garland avec l'orchestre de George Stoll (1944)
- Ella Fitzgerald avec Ellis Larkins sur Ella Sings Gershwin (1951)
- Chet Baker sur Chet Baker Sings (1954)[5], qui joue également un remarquable solo de trompette[6]
- Billie Holiday sur All or Nothing at All (1956)
- Sarah Vaughan sur Great Songs from Hit Shows (1957)
- Dinah Washington avec l'orchestre de Quincy Jones sur The Swingin' Miss "D" (1957)
- Julie London sur Around Midnight (1960)
- Carmen McRae sur  The Great American Songbook (1972)
- Nancy Wilson sur What's New (1982)
- Elton John sur la bande originale de Quatre Mariages et un enterrement (1994)
- Lisa Ekdahl sur When Did You Leave Heaven (1995)
- Diana Krall et Tony Bennett sur Love is Here to Stay (2018)
- Esperanza Spalding et Fred Hersch sur Alive at the Village Vanguard (2023)

### Versions instrumentales
- Modern Jazz Quartet sur Django en 1953
- Miles Davis sur Bags' Groove (1954)
- Red Garland sur Red Garland's Piano (1957)
- Erroll Garner sur The Most Happy Piano (1957)
- Ahmad Jamal sur At the Pershing: But Not for Me (1958), qui a connu un très grand succès[7]
- Johnny Hodges sur Johnny Hodges and His Strings Play the Prettiest Gershwin (1959)
- Sun Ra sur Holiday for Soul Dance (1960)
- John Coltrane sur My Favorite Things (1961), réharmonisé avec des Coltrane changes[7]
- Tal Farlow sur Trinity (1977)
- Thad Jones et Mel Lewis sur The Thad Jones Mel Lewis Quartet (1978)
- Joe Pass sur Ira, George & Joe - Joe Pass Loves Gershwin (1982)
- Riccardo Del Fra  sur A Sip of Your Touch (1989)
- Uri Caine Ensemble sur Rhapsody in Blue (2013)